# Лабаз

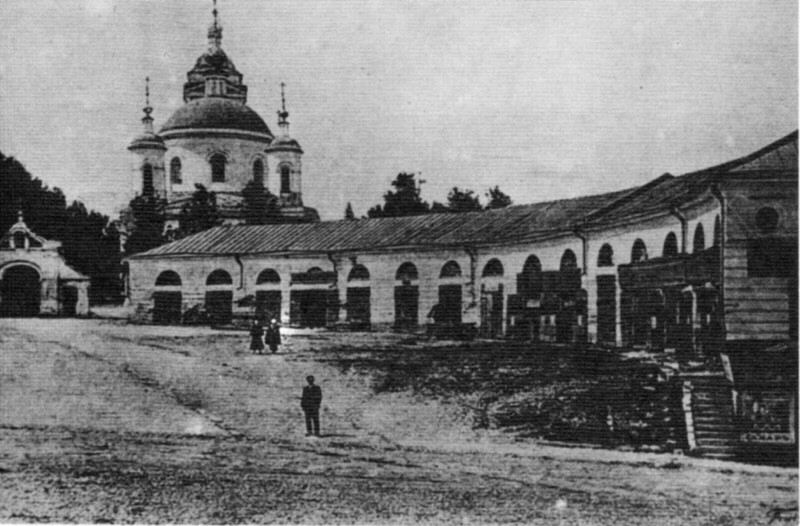
Подільські торгові лабази

Лаба́з (від рос. лабаз, фінно-угорського походження, пор. комі лобос) — у старовину приміщення для продажу або зберігання зерна та борошна.
У мисливців лабазом називають поміст на дереві для відстрілу ведмедя на вівсяному полі, а також хатку на дереві (або на землі) для зберігання продовольчих та мисливських припасів.

## В інших країнах

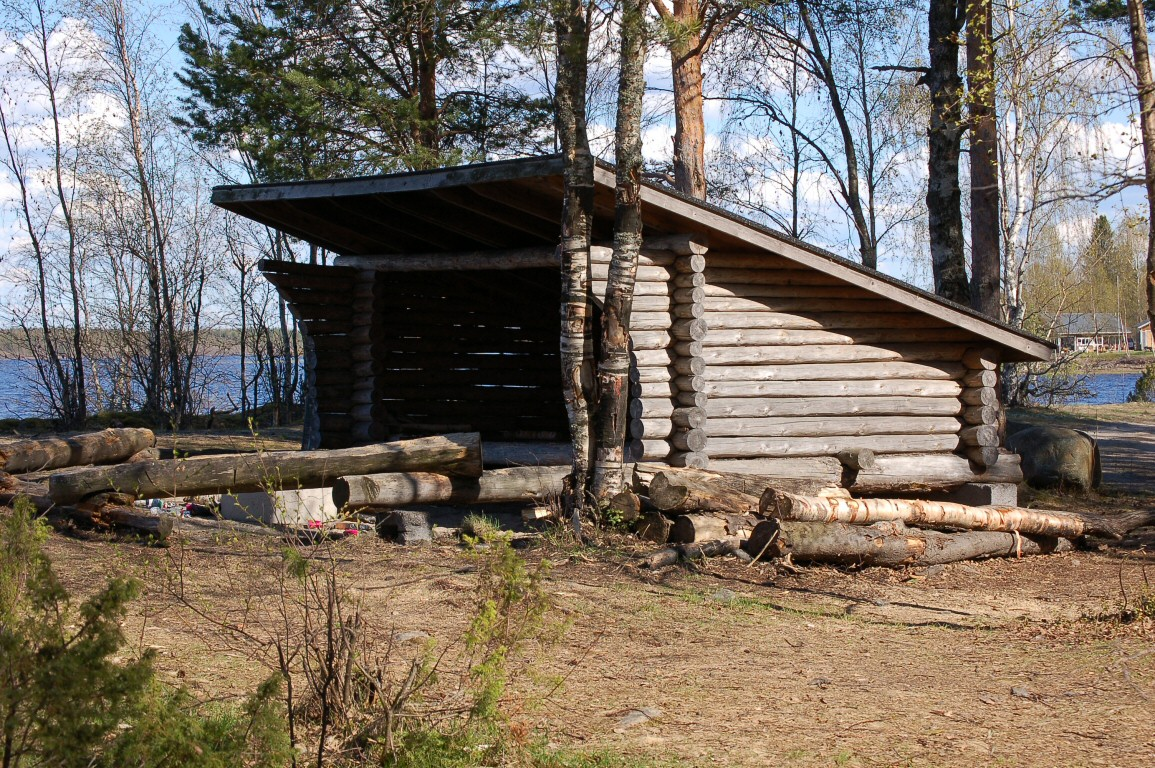
Типове фінське лааву

- У Росії лабаз — приміщення для продажу або зберігання зерна, борошна, солі, шкіри та інших сільськогосподарських товарів, вид закритого ринку, настил, плоска покрівля. У Сибіру лабазом називають лісову комору, підняту на одному чи кількох стовпах і призначену для зберігання продуктів, мисливської дичини, хутра.
- У Фінляндії існують «ла́аву» (фін. laavu, множина laavut) — споруди типу лабазу, які облаштовують у малонаселеній місцевості з метою тимчасового безкоштовного відпочинку мандрівників, що переміщаються пішки, на лижах або (рідше) на велосипеді, або робочого персоналу, що виконує свої функції в цьому лісі — мисливців, лісників або прикордонників.